# Fonte (mitologia)

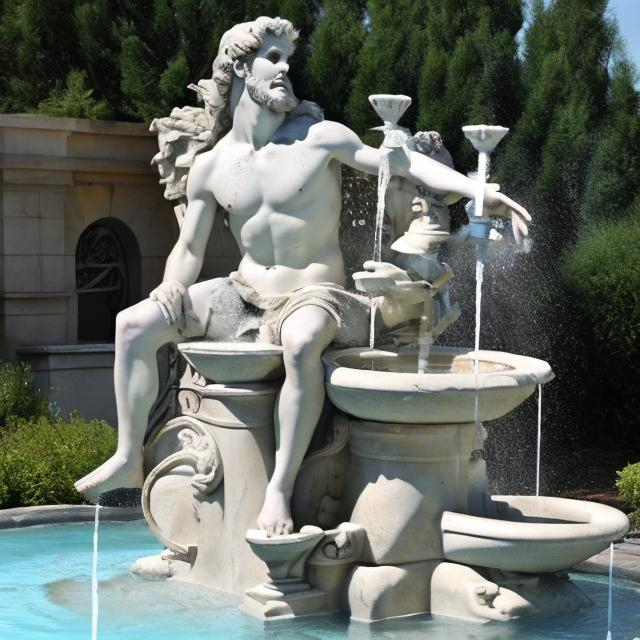
Representação de Fontus, Deus Romano das Fontes de Água e das Nascentes

Fonte (em latim: Fontus ou Fons) era uma divindade da mitologia romana antiga, associada às fontes e nascentes. Era o filho do deus Jano e da deusa menor Juturna. Teria um altar consagrado perto do Janículo, não distante do suposto túmulo de Numa Pompílio. Seu templo situava-se perto da Porta Fontinal, uma porta da Muralha Serviana, ao norte do Capitólio.
Era honrado no festival da Fontinália, festa que tinha lugar no dia 13 de outubro e por toda a cidade, fontes e poços eram adornados com guirlandas.  Foi durante a celebração desta festa que faleceu, em 54 d.C., o imperador romano Cláudio.
Numa Pompilio, segundo rei de Roma, supostamente foi enterrado perto do altar de Fontus (ara Fontis) no Janículo. William Warde Fowler observou que entre 259 e 241 aC, foram fundados cultos para Juturna, Fons (Fonte) e os Tempestates (divindades do clima, chamadas individualmente de "Tempestas") , todos relacionados com fontes de água.  Como um deus da água pura, Fons (Fonte) pode ser colocado em oposição a Liber como um deus do vinho identificado com Baco. 
Uma inscrição inclui Fons (Fonte) entre uma série de divindades que receberam sacrifícios expiatórios pelos Irmãos Arval em 224 DC, quando várias árvores no bosque sagrado da Deusa Dea Dia, sua principal divindade, foram atingidas por um raio e queimadas. Fonte recebeu duas representações (selos).  Fons não estava entre as divindades representadas nas moedas da República Romana.  A gens (família romana) Fonteia afirmava ser descendente de Fonte. 
No esquema cosmológico de Martianus Capella, a divindade está localizada na segunda das 16 regiões celestiais,
com Júpiter, Quirino, Marte, o Lar Militar, Juno, Linfa (divindade romana) e os Novenses. 

## Fons Perennis
A água como fonte de regeneração desempenhou um papel nos mistérios mitraicos e nas inscrições para Fons Perennis ("Fonte Eterna" ou "Corrente Nunca Falha") foram encontrados em mithraea. Em uma das cenas do ciclo mitraico, o deus bate em uma rocha, da qual jorra água. Um texto mitraico explica que o riacho era uma fonte de água vivificante e refresco imortal.  Dedicatórias a "entidades inanimadas" de rituais narrativos mitraicos, como Fons Perennis e Petra Genetrix ("Rocha Generativa), trate-os como divinos e capazes de ouvir, como as ninfas e os poderes de cura a quem estes são feitos com mais frequência. 

## Honras
O Lago Fontus na Antártica recebeu o nome da divindade. 